# Álvaro II van Kongo
Álvaro II Nimi a Nkanga regeerde het koninkrijk Kongo als Mwene Kongo van 1587 tot 1614. Hij wordt beschouwd als een van de machtigste en meest invloedrijke koningen uit de geschiedenis van het rijk. Als zoon van Álvaro I volgde hij zijn vader op, maar pas na het oplossen van een successiegeschil met zijn broer. Beide partijen mobiliseerden hun legers en trokken naar M’banza-Kongo (São Salvador), waar men om bloedvergieten te voorkomen tot een duel besloot. Álvaro kwam als overwinnaar uit de strijd en besteeg de troon.

## Levensloop
Álvaro II kreeg te maken met aanzienlijke tegenstand van andere edelen. In 1590–1591 werd het rijk geteisterd door een hevige, zij het slecht gedocumenteerde, burgeroorlog. Om zijn gezag te herstellen, zag hij zich genoodzaakt de de facto onafhankelijkheid van Miguel, graaf van Soyo, te aanvaarden. Als blijk van waardering voor de loyaliteit van bepaalde edelen tijdens dit conflict begon Álvaro met het verlenen van ridderslagen in de Orde van Christus. Deze praktijk werd voortgezet door zijn opvolgers en speelde een centrale rol in het politieke leven van Kongo tot in de 19e eeuw. 
Tijdens zijn bewind werd M’banza-Kongo erkend als zetel van het bisdom voor Portugees-Kongo en Angola. In 1596 werd de eerste bisschop aangesteld. Omdat de Portugese koningen het padroado (patronaatschap) claimden, bepaalden zij zelf wie deze kerkelijke ambten mocht bekleden. Dit leidde tot spanningen en conflicten tussen de Kongolese koning en de door Portugal aangestelde bisschop.
De relaties tussen Kongo en Portugees Angola verslechterden aanzienlijk onder Álvaro II. Hij beklaagde zich herhaaldelijk bij de Spaanse kroon,  die Portugal regeerde tijdens de Iberische Unie, over het optreden van de Portugese gouverneurs in Angola.
Tussen 1604 en 1608 zond Álvaro II een ambassadeur, Emanuele Ne Vunda, naar paus Paulus V in Rome. Deze diplomatieke missie benadrukte het streven van het koninkrijk naar erkenning als christelijke en soevereine mogendheid in de internationale orde.